# Eleanore Whitney
Eleanore Whitney (12 de abril de 1917 – 1 de noviembre de 1983) fue una actriz de cine y bailarina de tap estadounidense. Nació el 12 de abril de 1917, en Cleveland, Ohio.[cita requerida] Un encuentro con Bill Robinson le brindó la oportunidad de actuar como bailarina. Esto la llevó de gira con Rae Samuels en vodevil, tras lo cual hizo apariciones personales con Jack Benny y actuó en vodevil con Rudy Valee.
Whitney se casó en 1939 con el abogado Frederick Backer. Se mudó a Nueva York con su marido y no volvió a actuar.

## Filmografía
La filmografía de Whitney, que se cree completa,[cita requerida] incluye:
- Oh, Evaline! (1935, cortometraje) como ella misma
- The Big Broadcast of 1936 (1935) como ella misma
- Millions in the Air (1935) como Bubbles[4]
- Screen Snapshots Series 16, No. 1 (1936, cortometraje documental) como ella misma
- Timothy's Quest (1936) como Martha[5]
- Three Cheers for Love (1936) como Skippy Dormant[6]
- Hollywood Boulevard (1936) como ella misma
- The Big Broadcast of 1937 (1936) como bailarina especializada
- Rose Bowl (1936) como Cheers Reynolds[7]
- College Holiday (1936) como ella misma[8]
- Clarence (1937) como Cora Wheeler[9]
- Turn Off the Moon (1937) como Caroline Wilson[10]
- Blonde Trouble (1937) as Edna Baker[11]
- Thrill of a Lifetime (1937) como Betty Jane[12]
- Campus Confessions (1938) como Susie Quinn (último papel cinematográfico)[13]